# Goniothalamus australis
Goniothalamus australis là loài thực vật có hoa thuộc họ Na. Loài này được Jessup mô tả khoa học đầu tiên năm 1986.